# Mos italicus
El mos italicus es una «corriente» o «escuela» de literatura jurídica que sirvió para enseñar y aprender el derecho romano. El mos italicus posee un estilo legalista, se esfuerza por mantener y prolongar la conquista romano-canónica de un derecho común europeo. Tiene su origen en Francia, pero fue desarrollado esencialmente en Italia; por tal motivo se debe la denominación de «italicus». Durante un extenso período de tiempo mantuvo su presencia en el devenir jurídico europeo que trasciende hasta bien avanzada la época moderna. A pesar de lo anterior el periodo de mayor auge y relevancia de sus más importantes representantes se ubica en los siglos XIV y XV. Sus centros de irradiación fueron las universidades y los juristas sus difusores.
El mos italicus se caracteriza, según ideas muy extendidas, porque sus representantes vieron en el derecho romano un monumento que consideraron insuperable y, en consecuencia, lo aplicaron directamente a la realidad social de su tiempo. Su escasa cultura humanista no les permitió conocer la génesis histórica de este derecho. Por ello, lo contemplaron y estudiaron en bloque, tal como fue transmitido por Justiniano, sin percatarse de que bajo el orden legal de las Institutas o el Digesto, por ejemplo, están las opiniones de unos hombres que representan talantes humanos y jurídicos muy diferentes.

## Elmos italicusde los comentaristas
Desde la primera mitad del siglo XIII, surgen en los juristas nuevas orientaciones que conducirían al estudio del Corpus iuris civilis, el cual era la gran compilación de derecho ordenada por el emperador Justiniano, hacia nuevos métodos. Esto significó dejar atrás la técnica empleada por la escuela de los glosadores (juristas cuya tarea se limitaba a aclarar e interpretar el Corpus iuris, para hacerle glosas), y el surgimiento de una nueva escuela de juristas que se denominarían como «postglosadores» o «comentaristas».

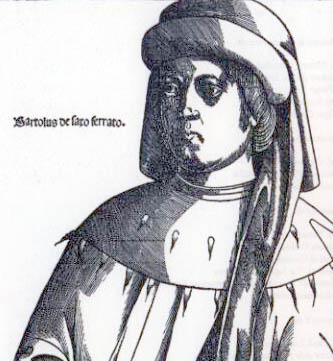
Bartolo de Sassoferrato, el máximo exponente de la escuela de los comentaristas.

El Corpus iuris, por su gran dificultad en relación con su directo uso práctico, necesitaba de juristas relevantes que lo hicieran accesible. Para un abogado o un juez de la época, era sumamente difícil tener un cuadro sintético del derecho aplicable al caso. La práctica necesitaba de sólidos principios y se aferraba al principio de autoridad. Por ello desde el siglo XV se comienza a aplicar este criterio a los comentarios de Bártolo de Sassoferrato y a los de su discípulo Baldo degli Ubaldi.
El método característico de los comentaristas es el dialéctico-escolástico, esto es, aquel método utilizado por la filosofía occidental sobre la base de las doctrinas lógicas de Aristóteles. En primer lugar suelen exponer el texto romano, dividido en «leges» o «paragrapha», y a continuación – en las ediciones tardías de los siglos XVI y XVII – se inserta un summarium en el que se indican, numeradas, las cuestiones que se van a tratar a propósito de ese texto. Debajo del summarium están las respuestas a las cuestiones indicadas; una numeración marginal sirve para localizar rápidamente cada respuesta que constituye un caso práctico.
El mos italicus de los comentaristas tenía una finalidad práctica, (No es nada extraño que los hombres que en la Edad Media consiguieron volver a poner en vigor en Italia el derecho privado romano, y que lo trasladaron a diferentes países, vieran en aquel derecho una especie de derecho natural, una ratio scripta y precisamente por esto favorecieron su aplicación práctica), además de la presencia de un elemento realista y no ideal. Esta nueva orientación de la manera de estudio del derecho romano recondujo a conjugar el derecho común con el resto de los derechos, como el estatutario de los municipios o el derecho consuetudinario.
Conscientes del valor que tiene en esta época el derecho local, buscan su coordinación con los principios del derecho común (Las principales fuentes de este derecho eran el derecho romano justinianeo y el derecho canónico, este derecho es uno de los fenómenos culturales más sugestivos que aparecen relacionados con el complejo cultural a que damos nombre de Renacimiento). Al hablar de este último derecho nos referirnos al derecho común que conforma un corpus o movimiento jurídico que se extiende desde los postglosadores o comentaristas hasta el movimiento codificador del siglo XIX.
El mos italicus es un derecho de juristas, en contra posición a un derecho legal (derecho que solo se acepta como vigente cuando es producto del poder público denominado lato sensu leyes). Derecho de juristas significa que la formación y elaboración del derecho vigente se halla reservada al estamento de los juristas práctico-profesionales.
Lo que marca la vigencia del derecho de juristas es la autoridad de estos mismos, es decir, en el reconocimiento social de su saber; Que determina el grado de aceptación que cabe otorgar a sus pareceres. Lo importante es recalcar que los juristas no solo proporcionan la esencia de una regla jurídica (su contenido, su materia), sino que también su existencia como tal, es decir, su vigencia. Dentro del derecho legal, en cambio, es al poder público a quien compete poner la regla en existencia, si bien, lo usual es que su esencia siga perteneciendo a los juristas.
La obra de los comentaristas constituye un derecho de juristas en el más exacto sentido de la palabra. Paul Koschaker observa que históricamente, luego de un período clásico de significativa productividad, esto es en épocas posteriores, cuando disminuye el poder creador de la jurisprudencia, los libros de los juristas más relevantes, se convierten en lo que la tradición jurídica inglesa llama books of authorithy. Por ejemplo, los ingleses tienen De Legibus et Consuetudinibus Angliae de Bracton; siglos después, los Commenraries on the laws of England, de Blackstone. Los franceses tienen en el siglo XVI a Antoine Loysel con sus Institutes coutumières y otros, que culminan en el siglo XVIII con Pothier, cuyas obras influyeron de modo decisivo en los redactores del Código de Napoleón.
Volviendo a los comentaristas, ya hemos observado que el derecho desarrollado por ellos fue un derecho de juristas. Por tal causa, en su época hay también «libros de autoridad».

## Conflicto entremos gallicusymos italicus
Durante el siglo XVI asistimos a una de las más violentas polémicas que recuerde la historia jurídica de Occidente. Es la polémica entre el mos gallicus, un nuevo modo de enseñar y aprender el Derecho dándole relevancia al carácter histórico del Derecho, y el mos italicus. El mos gallicus tenía como principales exponentes a los juristas de la escuela de los humanistas franceses, estos veían en el Derecho Romano un monumento cultural más que un conjunto de normas, les molestaba que los comentaristas y, antes que ellos, los glosadores, no hubieran tenido ninguna actitud crítica frente al legado de Justiniano.

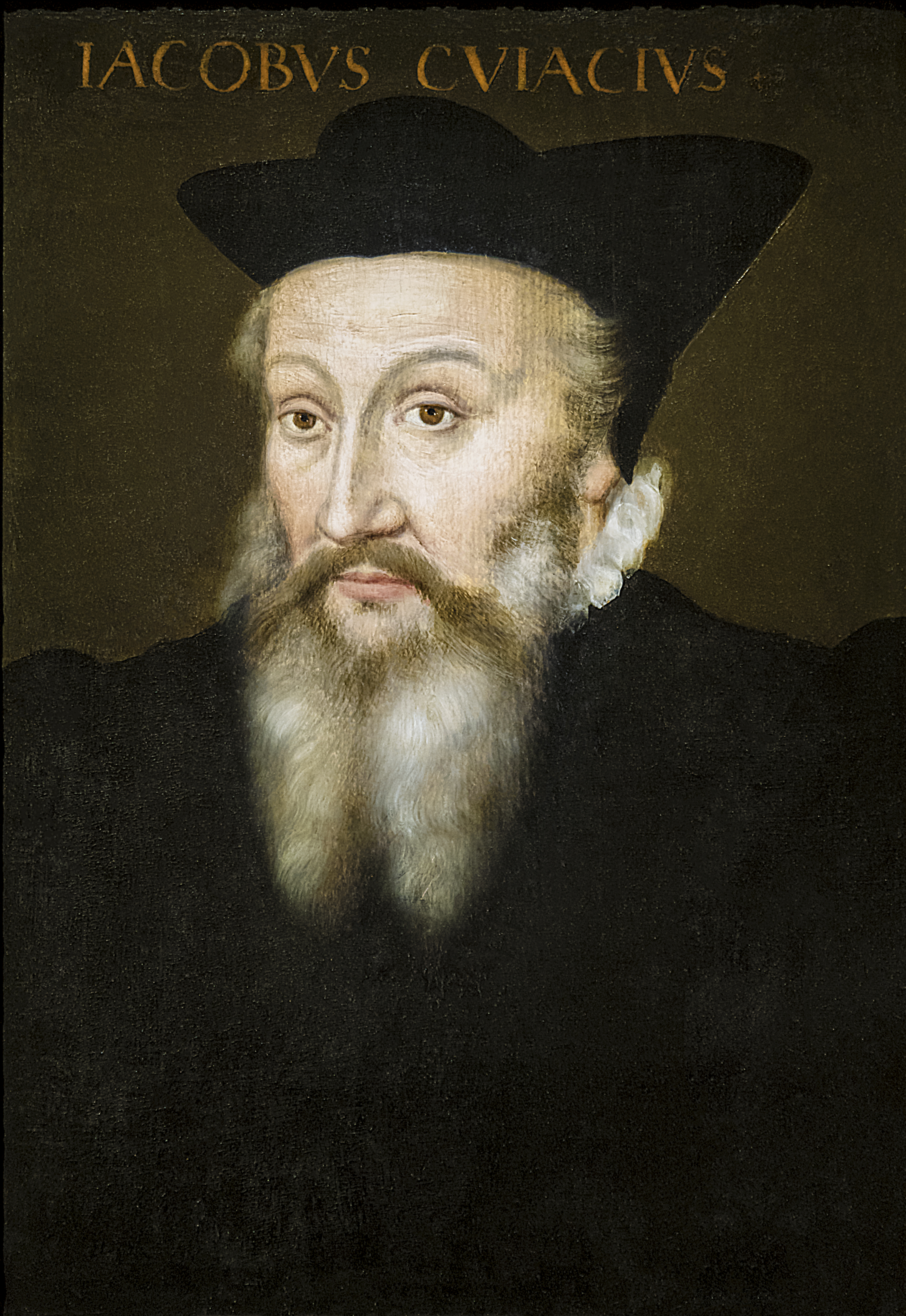
Jacques Cujas, jurista perteneciente a la escuela del mos gallicus y fiero opositor del mos italicus.

En esta pugna chocaron dos puntos de vista desde los cuales se concebía lo jurídico, dos posiciones antagónicas una dogmática (mos italicus) y otra histórica (mos gallicus).
El núcleo del conflicto radicaba en la finalidad que perseguían unos y los otros al abocarse a dicho estudio. Mientas que para los juristas del mos italicus el estudio, el análisis y la interpretación del derecho romano servía para adaptarlo a la sociedad del presente y crear un derecho positivo, práctico y utilizable en los foros, para los eruditos del mos gallicus – dado su primordial interés en lo histórico y lo sociológico – el estudio del derecho romano tenía como objetivo conocer debidamente la sociedad clásica del pasado, con su derecho incluido. En esta controversia, triunfó deﬁnitivamente el mos italicus.
Independientemente del auge del mos gallicus en los ambientes universitarios de Europa, lo cierto es que en la práctica forense, la inﬂuencia que tuvo la actitud erudita e historicista de los miembros de esta corriente fue muy modesta. Los jueces y abogados preﬁrieron el mos italicus, basado en las reinterpretaciones de los postglosadores al Corpus iuris, debido a que a través de ellas obtenían un alto grado de seguridad jurídica que facilitaba sus actuaciones ante los tribunales de justicia.
La postura que se adopte en la enseñanza del derecho romano respecto a su aplicación como factor histórico de interpretación jurídica e institucional deberá tener en consideración la manera en que ello deba enfocarse, sin excluir la posibilidad de que puedan hallarse vías intermedias o alternas entre los dos extremos que una vez representaron el mos gallicus y el mos italicus, tomando en cuenta que la ‘oposición’ entre dichas corrientes estuvo muy ligada a presupuestos filosóficos y opiniones culturales de su época, superados o superables en la actualidad, además de que ya corrientes posteriores han mostrado modos distintos de integrar el conocimiento romanista a la interpretación jurídica, tanto para fines doctrinales como prácticos.

## Juristas que emplearon elmos italicus
Petrus de Bellapertica: Fue uno de los precursores del mos italicus en la Universidad francesa de Orléans. Fue un jurisconsulto francés del s. XIII, nacido en Lucenay y fallecido en París en 1308. Pertenece a la escuela de Jacques de Revigny, y juntamente con él comparte la gloria de haber elevado la ciencia jurídica francesa al nivel alcanzado por la italiana; durante muchos años fue profesor en Toulouse y Orleáns, ciudad en la que escuchó sus lecciones Cino da Pistoia, promotor en Italia del nuevo método de estudio del derecho romano que da lugar a la escuela de los «comentaristas». Desempeñó importantes cargos eclesiásticos y civiles, entre los que cabe destacar el de consejero del rey Felipe el Hermoso y el de canciller de Francia, desde 1306.

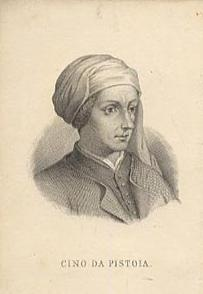
Cino de Pistoia, precursor del mos italicus.

Cino da Pistoia: Fue un jurista y poeta italiano que nació en el año 1270 y falleció el año 1336. Cino estudió leyes en la Universidad de Bolonia, y fue quien introdujo el mos italicus en Italia.
Como jurista, su obra más importante es la lectura in codicem (un comentario sobre las leyes más importantes que figuran en los primeros nueve libros del Corpus iuris civilis).
Pistoia perteneció a la escuela de los comentaristas, fue maestro de Bártolo de Sassoferrato y muy celebrado por sus contemporáneos y por la posteridad. Se destacó por su oposición a la vieja escuela de Bolonia, y el método de los comentaristas, él admiró a los juristas franceses y el método dialéctico para adaptar la legislación a las necesidades de su tiempo, marcando el comienzo de una nueva escuela, anotando la transición entre las antiguas y las nuevas tendencias en el ámbito jurídico. También luchó fuertemente contra los canonistas y apoyó el poder civil en contra de la intromisión eclesiástica.
Bártolo de Sassoferrato: Fue el mayor jurista del mos italicus y discípulo de Cino de Pistoia. Éste continuó su estilo y lo perfeccionó. Bartolo además fue el máximo representante de la escuela de los comentaristas, quienes aceptando e incluso fortaleciendo la vigencia de los derechos estatutarios, integraron definitivamente el ius municipale dentro de un sistema jurídico más amplio, basado en el derecho romano.
En 1339 comienza a impartir clases primero en Pisa y luego en Perugia. En el año 1355 el emperador Carlos IV de Luxemburgo le nombró su consiliarius. En Perugia, Baldo degli Ubaldi y sus hermanos Angelus y Petrus se convirtieron en alumnos de Bartolo. A la edad de 43 años, Bartolo murió, en pleno apogeo de su actividad intelectual cuando contaba poco más de cuarenta años. Si la inmensa personalidad de Bártolo se truncó en su pleno apogeo vital, su fama no corrió la misma suerte. El prestigio y la autoridad de sus enseñanzas dieron vida a un movimiento que encumbró a Bartolo hasta prácticamente la categoría de mito.
A pesar de su corta vida, Bartolo dejó una cantidad extraordinaria de trabajos. Escribió comentarios sobre todas las partes del Corpus iuris civilis (excepto las Institutas). También es autor de una gran cantidad de tratados sobre temas específicos. Entre estos tratados está su famoso libro de leyes fluviales (De fluminibus seu Tyberiadis). También hay casi 400 opiniones jurídicas (consilia) escritas a solicitud de particulares que buscaban consejos jurídicos.
Bartolo desarrolló muchos conceptos jurídicos nuevos, que se convirtieron en parte de la costumbre del derecho civil. Entre sus contribuciones destacan las referentes a conflictos de leyes (un campo de gran importancia en la Italia del siglo XIV, en donde cada ciudad-estado tenía su propia normativa y costumbres). Bartolo también trabajó varios temas de derecho constitucional. En su tratado De insignis et armis trata no solo de las normas sobre armas, sino también algunos problemas de derecho de marcas.
Baldo degli Ubaldi: Un famoso maestro, asesor papal, y una autoridad en el derecho romano y feudal. El más famoso de los discípulos de Bartolo y uno de los mejores juristas de la Edad Media, nació en Perugia en 1320. Estudió en Pisa y Perugia, tuvo como maestros a Giovanni Pagliarense, Francesco de Tigrini, siguió también las lecciones de derecho canónico de Federico Petrucci, pero, sin duda, su verdadero maestro fue Bartolo, con el que, no obstante, sostuvo enconadas polémicas debido a su espíritu independiente y a su gusto por la dialéctica. Cultivó el derecho público y privado, internacional y estatutario, mercantil, romano y canónico y tuvo también una gran actividad como jurisconsulto, dejando gran cantidad de dictámenes (consilia), reunidos en cinco libros.